# Bullimus gamay
Bullimus gamay  (Rickart, Heaney & Tabaranza Jr., 2002) è un roditore della famiglia dei Muridi endemico dell'isola di Camiguin, nelle Filippine.

## Descrizione

### Dimensioni
Roditore di grandi dimensioni, con la lunghezza della testa e del corpo tra 223 e 244 mm, la lunghezza della coda tra 124 e 199 mm, la lunghezza del piede tra 45 e 54 mm, la lunghezza delle orecchie tra 23 e 27 mm e un peso fino a 500 g.

### Aspetto
La pelliccia è lunga, soffice e densa. Le parti superiori sono bruno-rossastre scure, mentre le parti ventrali sono bruno-argentate. Il muso e i lati della testa sono grigio scuro, le labbra e il naso sono privi di pigmento. Le vibrisse sono lunghe e grigio-brunastre scure. Le orecchie sono grandi e marroni chiare. Il dorso delle zampe è marrone chiaro. La coda è più corta della testa e del corpo, è marrone scura alla base e bianca verso l'estremità. Ci sono circa otto anelli di scaglie per centimetro, ognuna corredata da tre corti peli. Le femmine hanno un paio di mammelle post-ascellari, un paio addominali e due paia inguinali.

## Biologia

### Comportamento
È una specie notturna e terricola.

### Alimentazione
Si nutre di parti vegetali.

### Riproduzione
Sono state osservate femmine con 3 embrioni.

## Distribuzione e habitat
Questa specie è endemica dell'isola di Camiguin, nelle Filippine.
Vive nelle foreste montane e muschiose tra 1.000 e 1.475 metri di altitudine.

## Conservazione
La IUCN Red List, considerato che la popolazione è rappresentata da non più di 10.000 individui, soggetti alla distruzione del proprio habitat, classifica B.gamay come specie vulnerabile (VU).